# استوری ویل
استوری ویل (به انگلیسی: Storyville) یک فیلم سینمایی آمریکایی به کارگردانی مارک فراست و با بازی جیمز اسپیدر است.

## بازیگران
- جیمز اسپیدر در نقش کری فاولر
- جوآن والی کیلمر در نقش ناتالی تیت
- جیسون روباردز در نقش کلیفورد فاولر
- پایپر لوری در نقش کنستانس فاولر
- شارلوت لوئیس به عنوان لی ترن
- مایکل وارن به عنوان ناتان لفلور بازی می‌کند
- مایکل پارکس به عنوان مایکل تروالیان
- چاک مک‌کان نقش پود هرمان
- چارلز هاید به عنوان آبه چوکات
- وودی استرود نقش چارلی سامپرت
- جاستین شاپیرو به عنوان ملانیا فاولر
- جورج چونگ به عنوان زانگ ترن
- استیو فارست به عنوان قاضی کوئنتین مرداک
- جف پری نقش پیتر دندریج[۲][۳]